# Viktor Šem-Tov
Viktor Šem-Tov (hebrejsky: ויקטור שם-טוב‎, bulharsky: Виктор Шемтов, Viktor Šemtov; 1. února 1915 – 8. března 2014) byl izraelský politik a poslanec Knesetu, který v 60. a 70. letech zastával post řadu postů v izraelských vládách (např. ministra zdravotnictví či ministra sociální péče).

## Biografie
Narodil se v Bulharsku do rodiny zlatníků ze Samokova, avšak převážně žil v hlavním městě Sofii a byl členem mládežnického sionistického hnutí Makabi. V roce 1939 podnikl aliju do britské mandátní Palestiny a téhož roku vstoupil do ha-Šomer ha-Ca'ir. V roce 1946 se stal členem Jeruzalémské dělnické rady a v letech 1949 až 1950 byl předsedou Bulharského spolku imigrantů.
V roce 1961 působil v akčním výboru odborového svazu Histadrut a tentýž rok byl zvolen poslancem Knesetu za stranu Mapam. Svůj poslanecký mandát obhájil v následujících volbách v roce 1965 a byl rovněž zvolen do jeruzalémské městské rady. Během jeho druhého funkčního období se jeho mateřská strana Mapam stala součástí levicové aliance Ma'arach.
Přestože v následujících volbách v roce 1969 svůj mandát neobhájil, byl v prosinci 1969 jmenován ministrem bez portfeje ve vládě Goldy Meirové. V červenci 1970 byl pak navíc jmenován ministrem zdravotnictví. V návratu do parlamentu neuspěl ani v následujících volbách v roce 1973, avšak i tak si udržel místo ve vládě. Když se předsednictví vlády ujal po rezignaci Meirové v červnu 1974 Jicchak Rabin, byl Šem-Tov navíc jmenován ministrem sociální péče. Tuto funkci však zastával pouze do října téhož roku.
Po vítězství pravicového Likudu ve volbách v roce 1977 přišel Šem-Tov o své místo ve vládě a opětovně neuspěl v kandidatuře do Knesetu. To se mu podařilo až v následujících volbách v roce 1981, kdy byl zvolen za stranu Ma'arach. Mandát obhájil ve volbách v roce 1984, po nichž se Mapam odtrhla od Ma'arachu a působila jako samostatná strana. Šem-Tov na svůj poslanecký mandát rezignoval 15. března 1988 a v Knesetu jej nahradil Gadi Jaciv.